# Едифікатор
Едифікатор (лат. aedificator — будівельник) — види рослин у рослинному угрупованні, які визначають його особливості, створюють біологічне середовище в екосистемі та відіграють найважливішу роль у формуванні її структури.
Едифікатори — «творці, будівники угруповань» (асоціацій). Вони включають автохтонні та дегресивні рослини.
Едифікатор у широкому значенні — організм, діяльність якого створює чи серйозно змінює довкілля. До цієї категорії можуть включатися домінуючі продуценти, зазвичай - лісоутворюючі дерева, домінуючі в степах трави (типчаки, ковили), водорості, подібні, наприклад, до саргасових водоростей, які утворюють екосистему Саргасового моря.
Серед тварин це такі групи як коралові поліпи, різні групи копитних та хоботних, які впливають на спектр рослинності степів та саван, основні споживачі біомаси, такі як мурахи та терміти. Як окрему категорію можна розглянути інвазійні види-едифікатори, такі як водяний гіацинт та кудзу. На противагу едифікаторам виділяють асектатори - організми, які не надають значного впливу на формування біоценозу.